# 五島製麺
株式会社五島製麺（ごとうせいめん）は長崎県長崎市に本社を置く製麺の企業である。

## 沿革

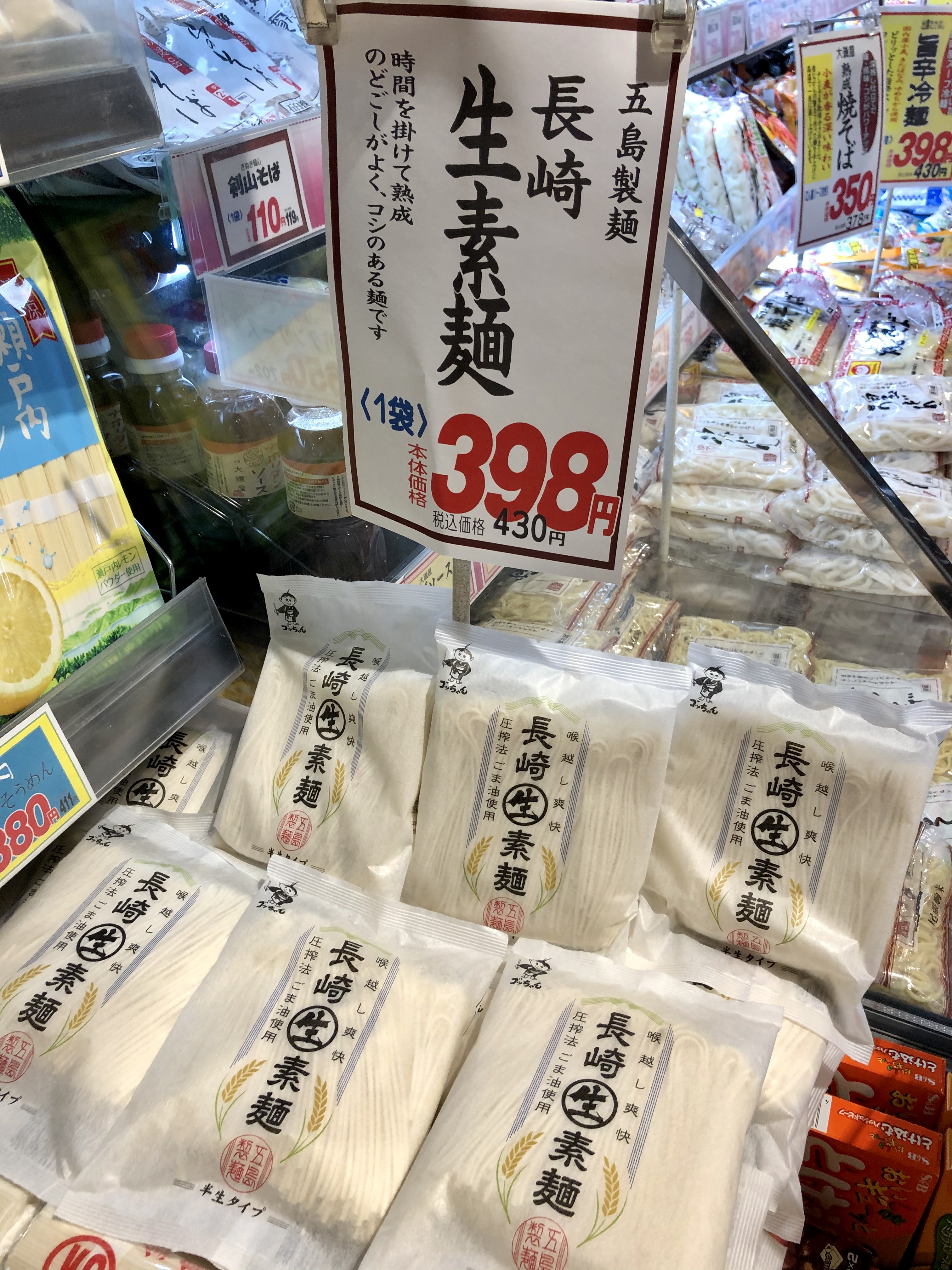
製品の一つ「長崎半生素麺」

- 1948年 - 麺類の製造を五島義光個人創業
- 1975年 - 有限会社五島製麺を設立
- 1989年 - 長崎市戸石町に半生・揚麺専用工場取得
- 1990年 - ジャスコ東長崎店内に直売店を開設
- 1998年 - 株式会社に組織変更
- 2003年 - 新社屋取得（本社と戸石工場を集結）
- 2004年 - 浜屋百貨店地下食品売場に直売店開設
- 2017年9月1日 - 西原商会が全株式を取得しグループ会社化[1][2]。

## 事業所
- 店舗
  - ジャスコ店（ジャスコ東長崎店内）
  - 浜屋百貨店（地下食品売場内）